# Schleiz
Schleiz är en stad i det tyska förbundslandet Thüringen och huvudort i distriktet (Landkreis) Saale-Orla. Staden ligger vid Wisenta som är en biflod till Saale. Här finns en av Tysklands äldsta racerbanor (Schleizer Dreieck) som idag används för tävlingar med motorcykel.
Staden omnämns 1232 för första gången som en dubbelstad med borg. 1482 förenades bägge stadsdelarna. Fram till 1920 tillhörde staden furstendömet Reuss-Gera. 1945 blev borgen förstörd i samband med allierade bombningar.

## Sevärdheter
- Rutheneum – museum som var arbetsplats åt Konrad Duden, skaparen av ordboken Duden.
- Slottsruin – med två kvarvarande torn
- Stadskyrkan
- Rådhuset
- Racerbana

## Galleri

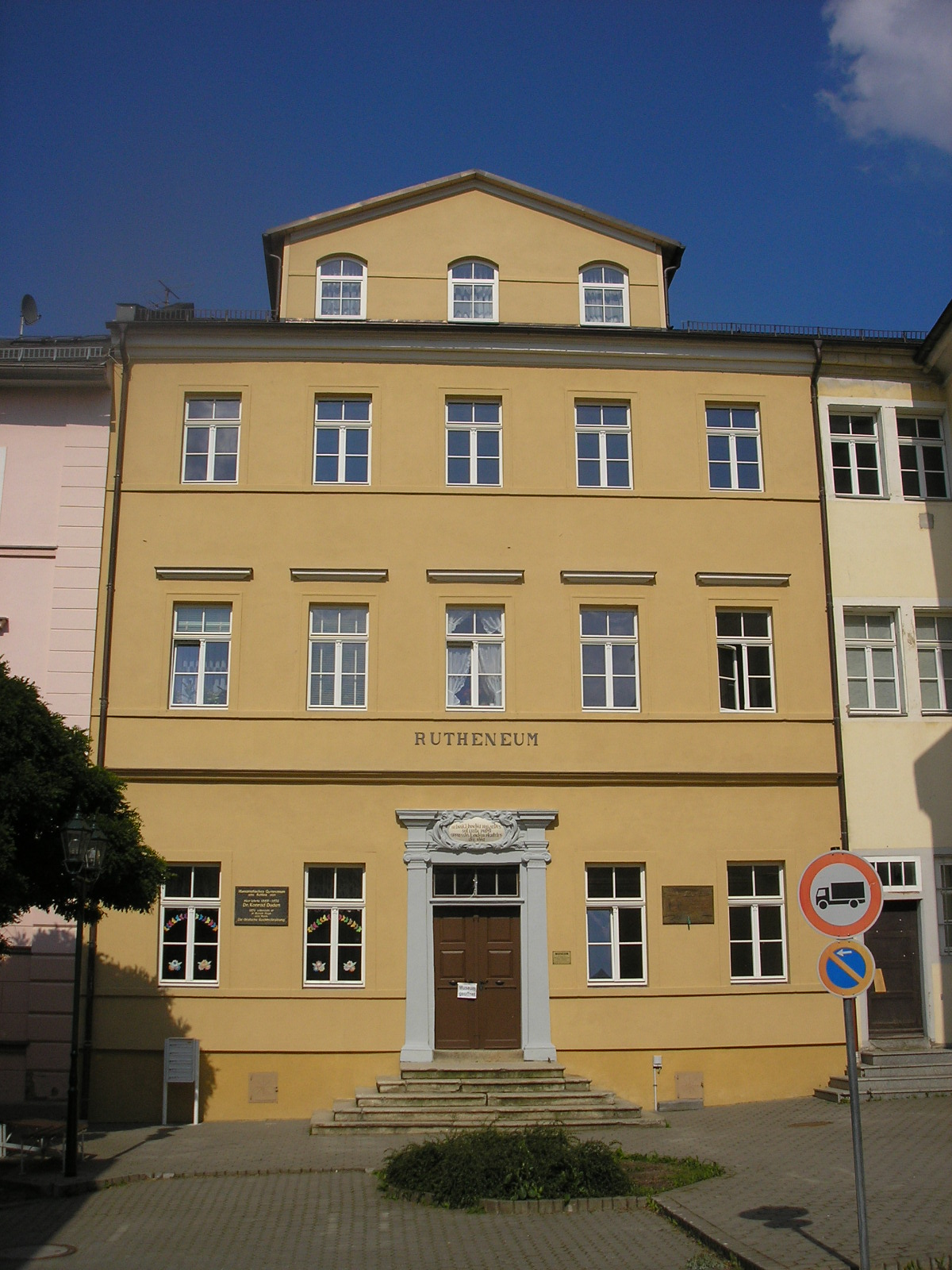
Rutheneum
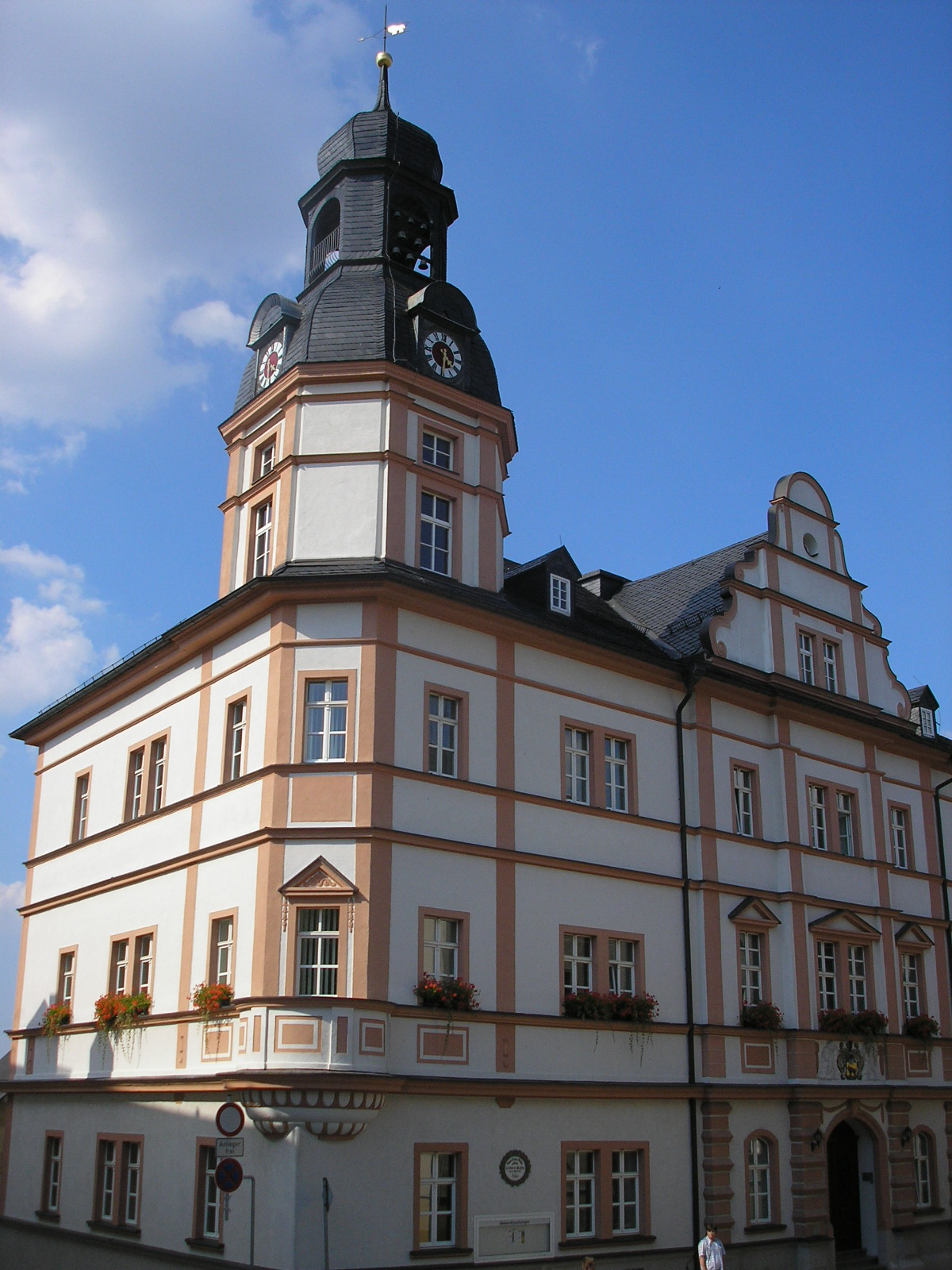
Rådhuset
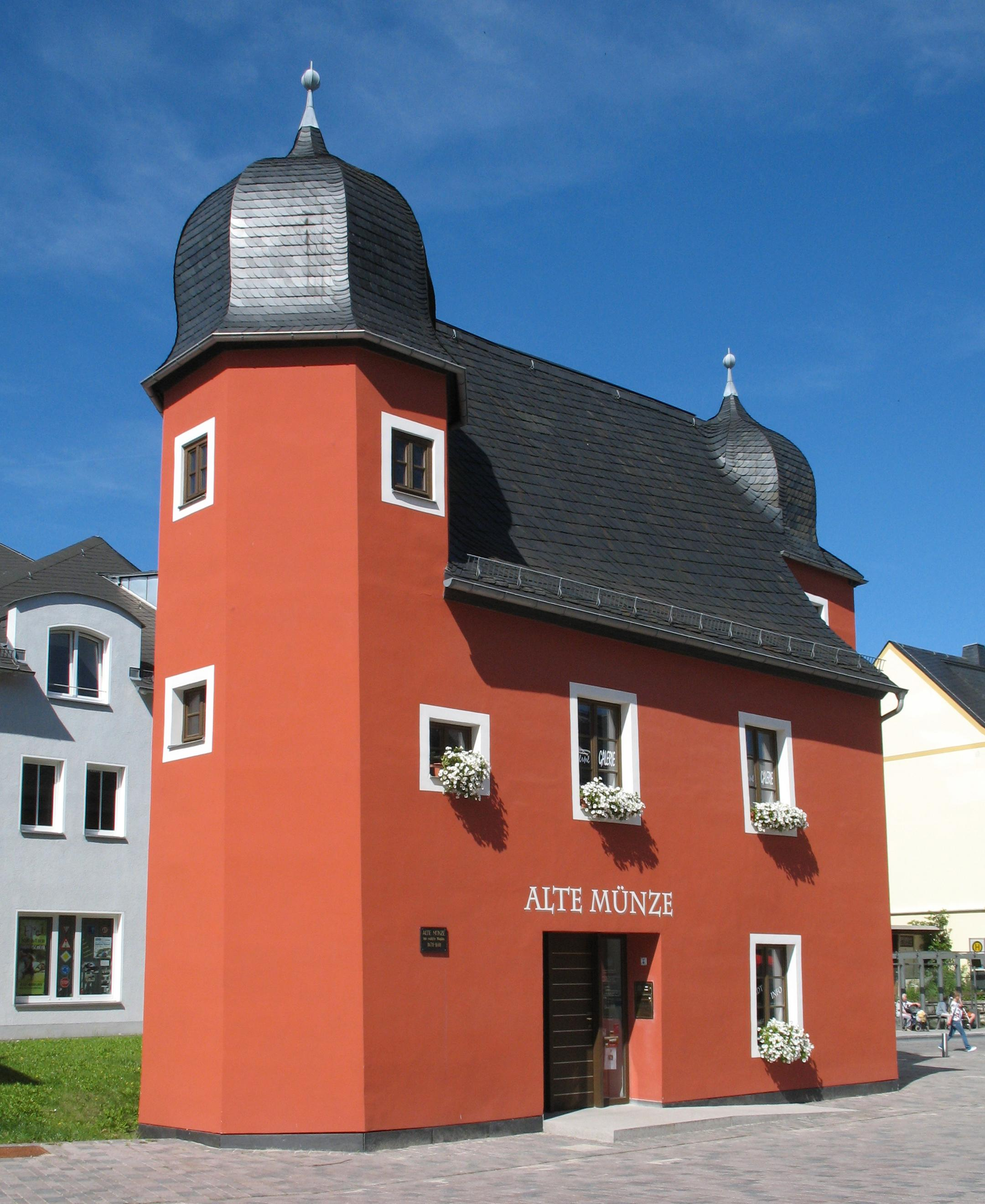
Alte Münze, här präglades förr mynt
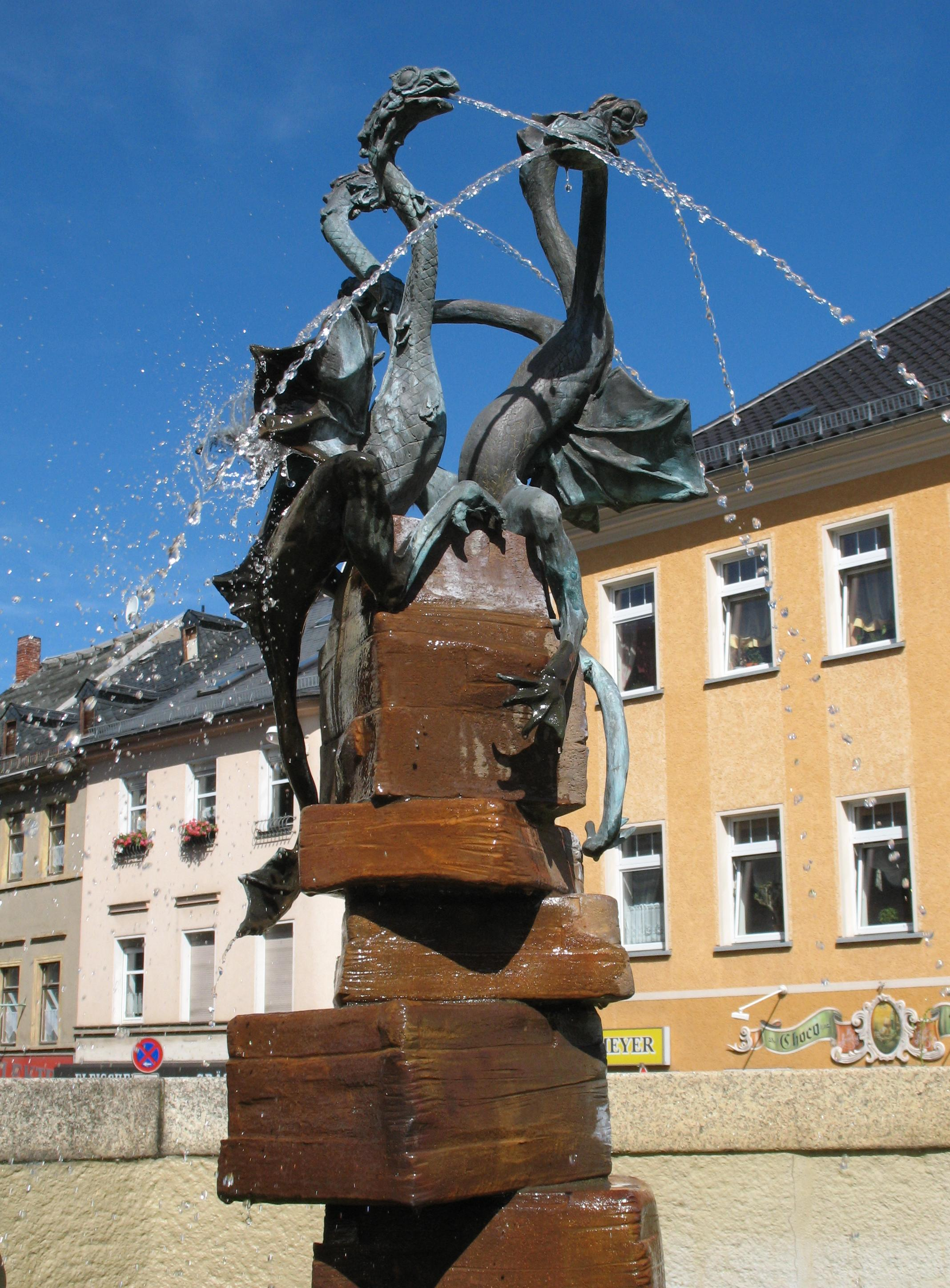
Fontän
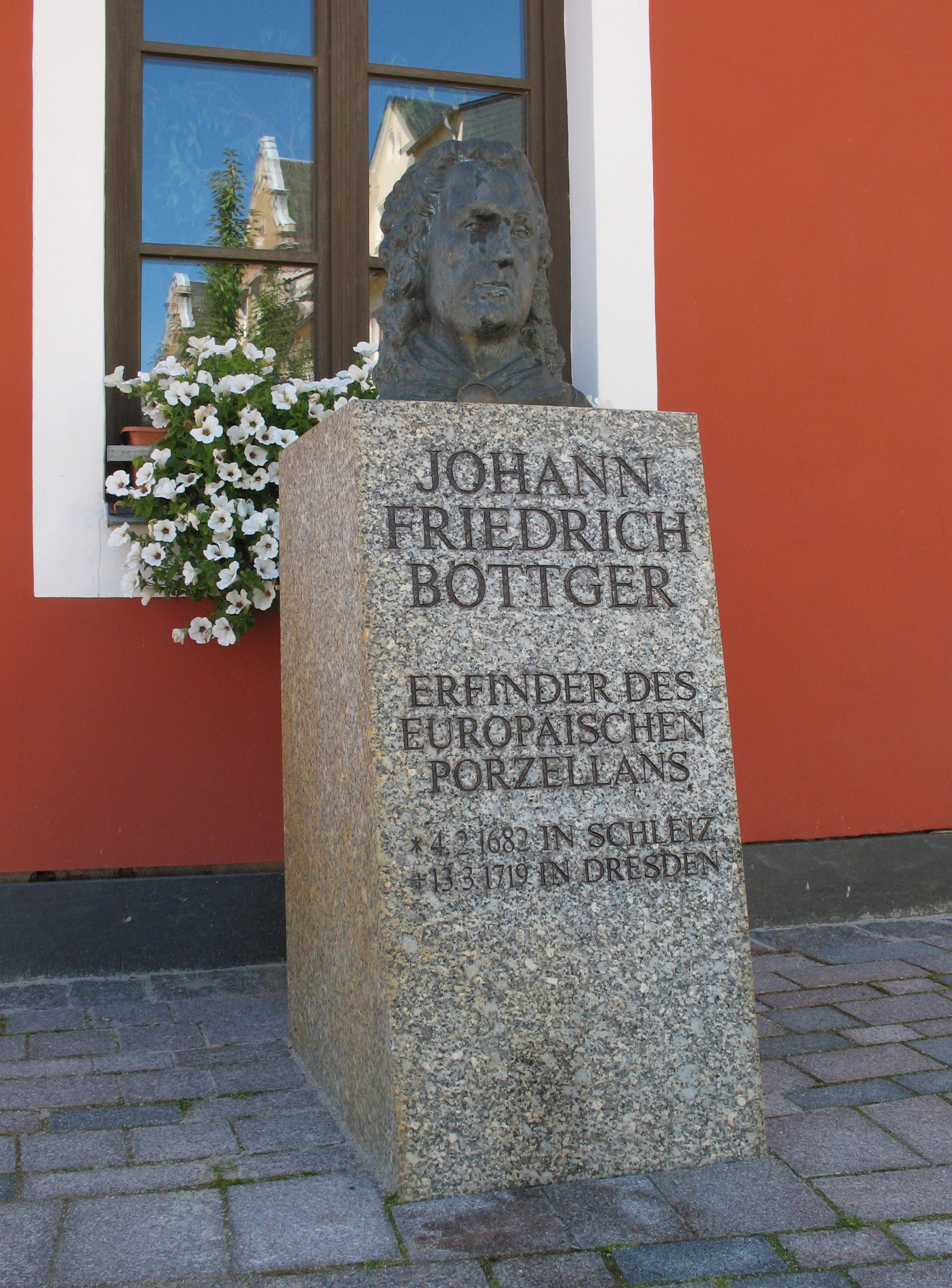
Minnesmärke för Johann Friedrich Böttger
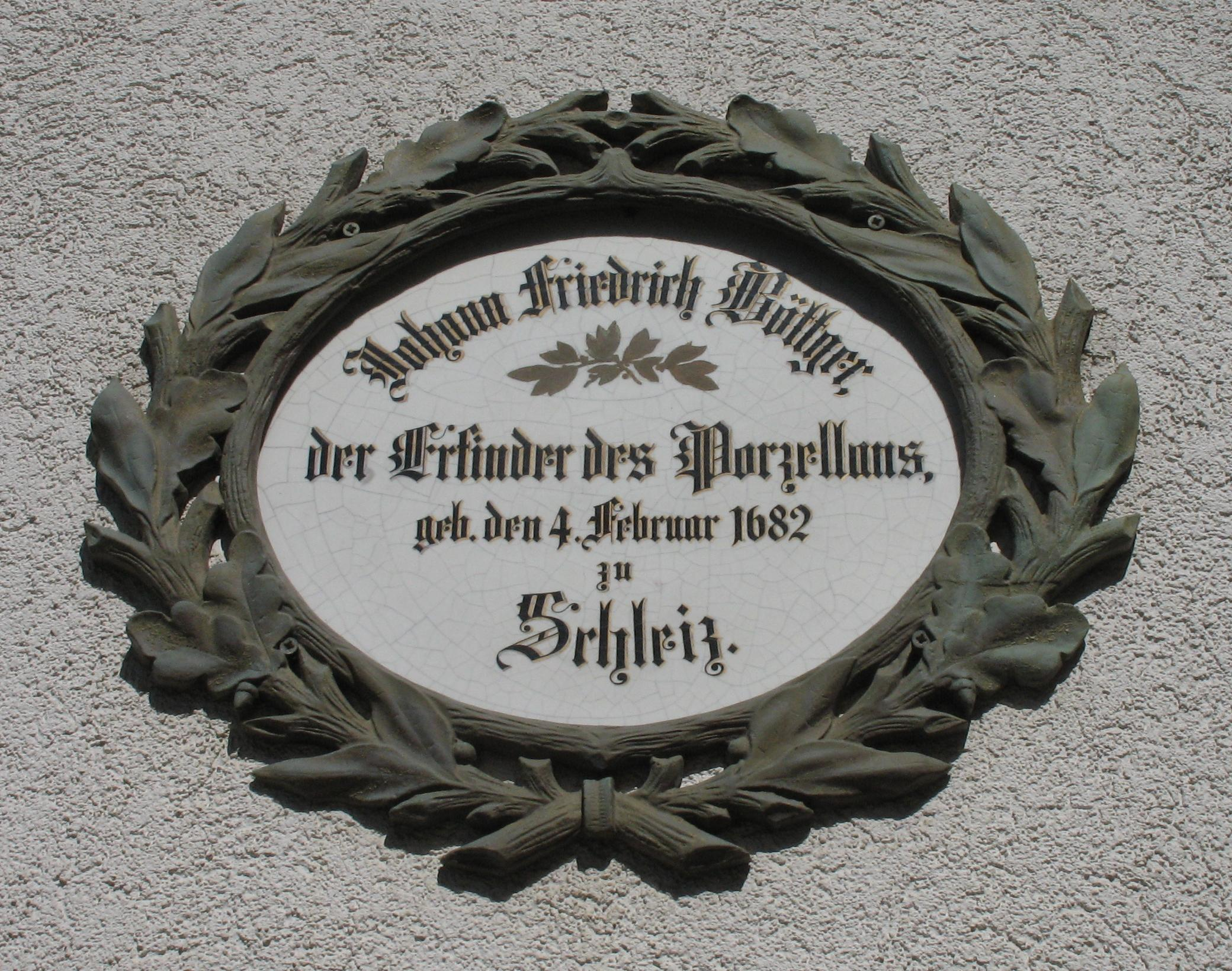
Minnestavla för Johann Friedrich Böttger